# Markku Larkio
Markku Tapio Larkio (* 4. September 1972) ist ein ehemaliger finnischer Basketballspieler.

## Leben
Der 2,03 Meter große Flügelspieler gab in der Saison 1991/92 seinen Einstand für LaNMKY in der ersten finnischen Liga (Korisliiga) und war in seinem Premierenjahr gleich Leistungsträger der in der Stadt Lahti beheimateten Mannschaft. Zur Saison 1993/94 verließ er sein Heimatland in Richtung Vereinigte Staaten und spielte ein Jahr lang an der Illinois State University in der NCAA. Der Finne brachte es in 26 Einsätzen für die Hochschulmannschaft auf durchschnittlich 10 Punkte und 3,5 Rebounds je Begegnung. Larkio traf im Saisonverlauf 46 Dreipunktwürfe und war damit bester Distanzschütze seiner Mannschaft. Er entschied sich aber, sein auf vier Jahre ausgelegtes Stipendium nach einem Jahr nicht mehr wahrzunehmen, da ihm unter anderem die an das Militär erinnernden Trainingsmethoden und Verhaltensregeln nicht zusagten, erinnerte sich Larkio später.
Er kehrte zu LaNMKY zurück und empfahl sich durch gute Leistungen für die finnische Nationalmannschaft, mit der er 1995 an der Europameisterschaft teilnahm und im Turnierverlauf 5,5 Punkte pro Begegnung erzielte. 1996 wechselte er zu TTL Bamberg in die Basketball-Bundesliga und verbuchte während des Spieljahres 1996/97 im Durchschnitt 11,2 Punkte je Einsatz. In seinem zweiten Bamberger Jahr fiel seine Punktausbeute auf 8,5 pro Spiel. Da sich Larkio eine Verletzung zuzog, entschieden sich die Franken gegen eine Weiterverpflichtung. Er spielte nach der Genesung wieder für LaNMKY, ehe er 1999 in die Bundesliga zurückging und dort bis 2001 bei Bayer Leverkusen unter Vertrag stand. Auf seine zwei Jahre im Rheinland folgten drei weitere in Niedersachsen, Larkio spielte von 2001 bis 2004 bei den damals unter wechselnden Mannschaftsnamen antretenden Braunschweigern. 2003 verpasste er mit den Niedersachsen nur knapp den Einzug in die Endspielserie um die deutsche Meisterschaft. Anschließend beendete Larkio, der 85 A-Länderspiele für Finnland bestritt, seine Profilaufbahn. Der Flügelspieler war während seiner Karriere insbesondere als Fachmann für Distanzwürfe sowie als mannschaftsdienlicher, verteidigungsstarker und kämpferischer Akteur bekannt gewesen. Nach dem Ende seiner Spielerzeit nahm er in Helsinki ein Wirtschaftsstudium auf und arbeitete anschließend erst in einer Unternehmensberatungsfirma, dann für den finnischen Ableger einer deutschen Ladenkette sowie später in der Finanzabteilung eines EDV-Unternehmens.